# Chapelle Saint-Bernardin d'Antibes
Pour les articles homonymes, voir Chapelle des Pénitents blancs.
La chapelle Saint-Bernardin ou chapelle des Pénitents-Blancs est un édifice religieux dont l'entrée principale est située au 14 rue du Docteur-Rostan et la porte latérale au 1 rue Saint-Bernardin, dans le centre-ville d'Antibes, dans le département des Alpes-Maritimes et la région Provence-Alpes-Côte d'Azur.
Elle est dédiée à saint Bernardin de Sienne, grand orateur franciscain toscan. Elle est inscrite à l'inventaire supplémentaire des monuments historiques par arrêté du 13 mars 1995.

## Historique
Dès l'Antiquité, un lieu de culte se trouvait à l'emplacement de l'actuel édifice puisqu'il a été construit sur des bases romaines. Au XVe siècle, l'activité de la confrérie des Pénitents blancs de Saint-Bernardin était florissante et ils auraient érigé leur chapelle en 1513 selon M. Muterse ou en 1581 selon M. Dhumez, historiens locaux. Quoi qu'il en soit, la porte latérale rue Saint-Bernardin, en noyer massif, porte la date du 20 mars 1581.
Après avoir brûlé à la fin des années 1970, la chapelle a été restaurée à partir de 2007 et rouverte au public en 2008.

## Extérieur
Son fronton de la rue Rostan est orné de quatre bas-reliefs et pinacles représentants les pénitents blancs en cagoule ainsi qu’une tête de Lucifer, au-dessus de la porte. Le portail, réalisé en noyer et sapin, aurait été offert par la population antiboise en remerciement de la protection divine accordée, Antibes ayant été épargnée par la peste sévissant en Provence en 1580.

## Intérieur
L'autel est orné de quatre colonnes torsadées en bois doré de style baroque, décoré de feuilles d'acanthe. Derrière lui se trouve un cul de four avec un clocher. Les fresques qui ornent le cul de four représentent la table des apôtres de Jésus et datent du XVIe siècle.
Le retable, qui date du XVIIe siècle, provient vraisemblablement du Couvent des Cordonniers, situé place de la Poste et détruit en 1920.
La chapelle présente les statues de trois saints : saint Jacques, saint Sébastien et saint Bernardin de Sienne.
Sur le plafond central, en trompe-l'œil, sont peints les quatre évangélistes : Matthieu, Jean, Marc et Luc ainsi que la Vierge Marie, le Christ et saint Bernardin au milieu. Deux phrases y sont inscrites en latin : Ecce Deus Salvator Meus (« Voici Dieu mon sauveur ») et In me omnis spes vitæ et virtutis (« En moi est toute l’espérance de la vie et de la valeur »).
Le plafond des absides est bleu outremer étoilé.
Une salle voûtée est également accessible. Une reproduction de la peinture La descente de la croix d'Antoine Aundi y est exposée.

Photographies de la chapelle Saint-Bernardin d'Antibes
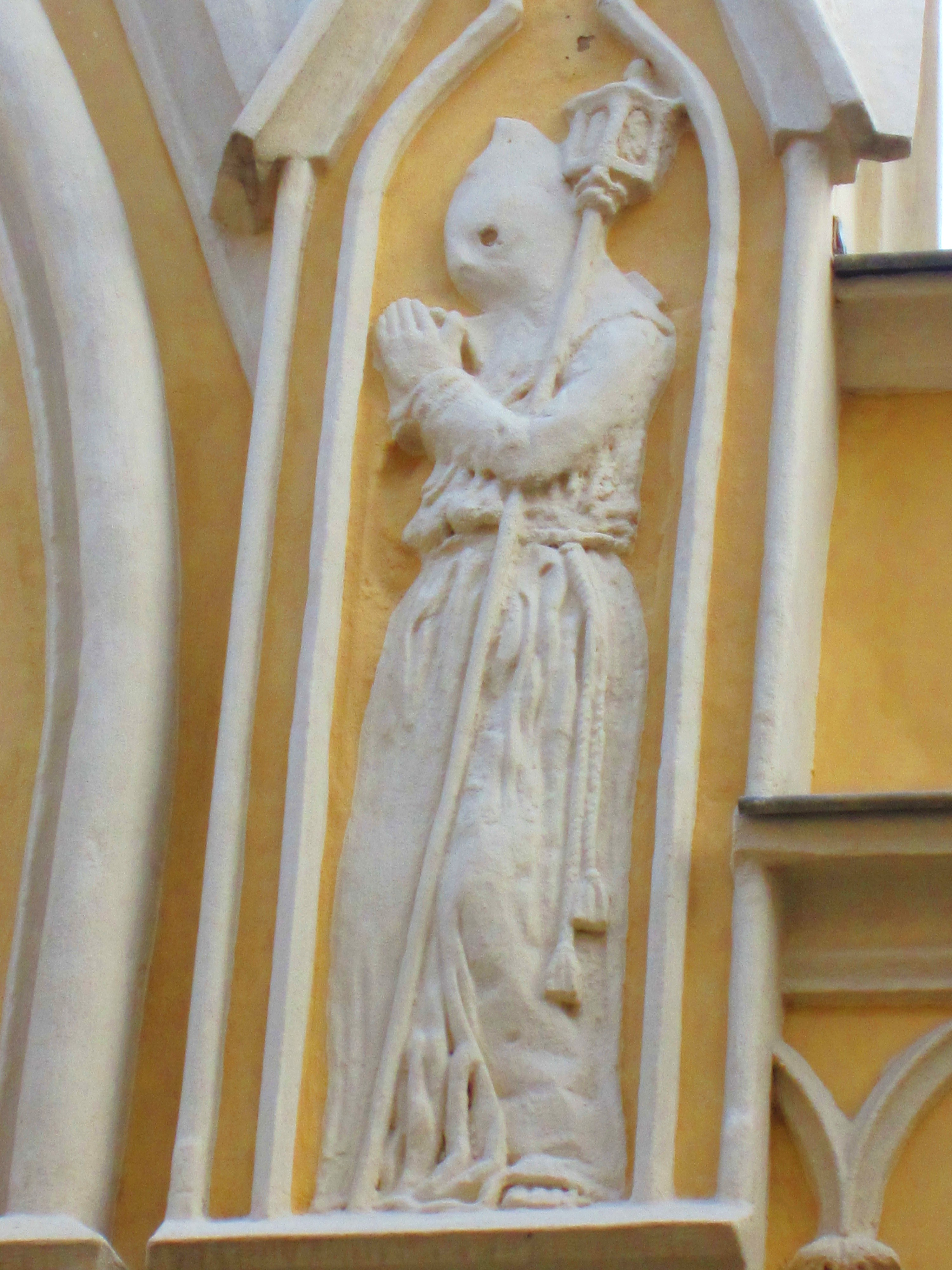
Silhouette d'un pénitent sur le pinacle.
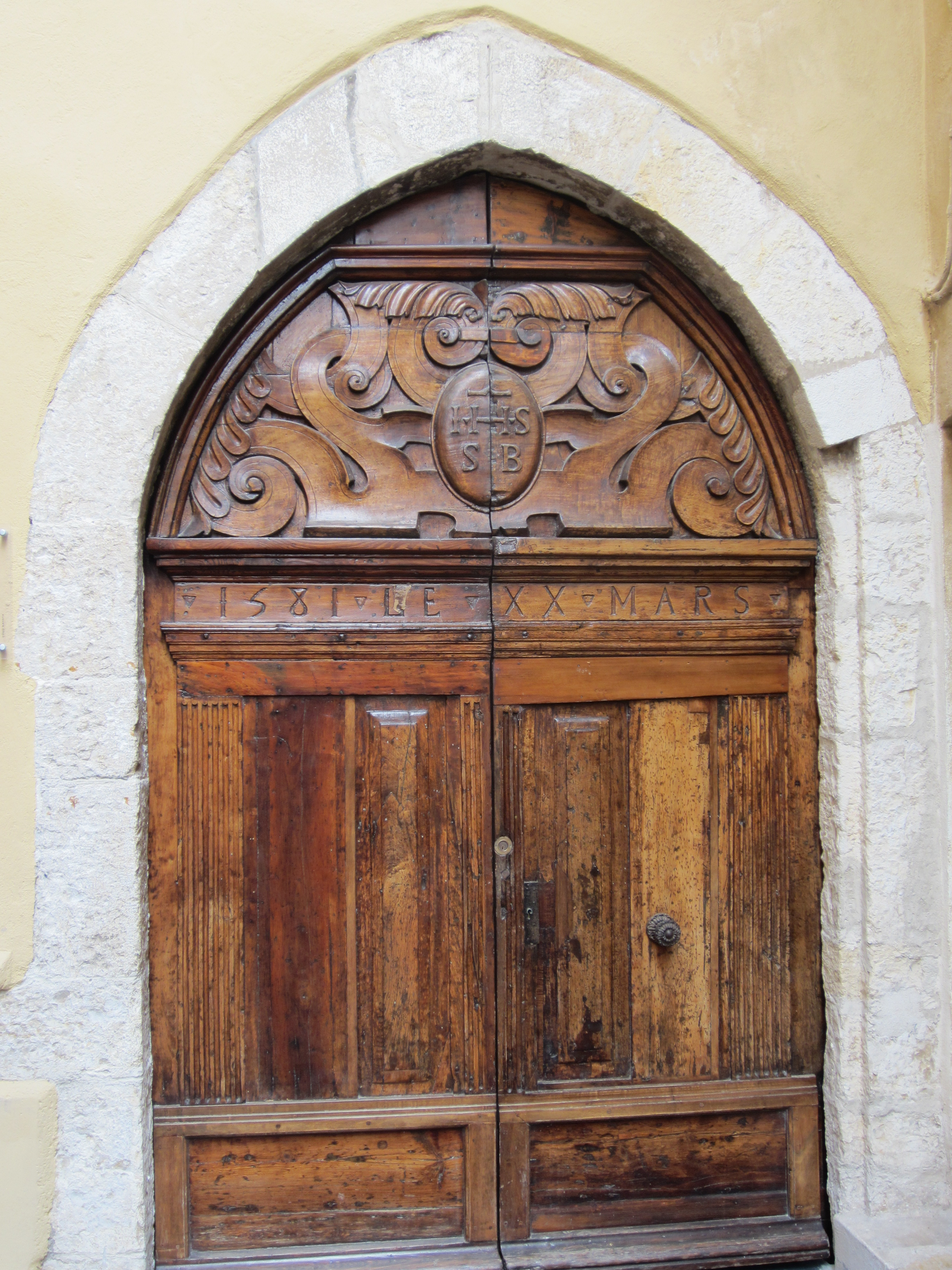
Porte de la chapelle.
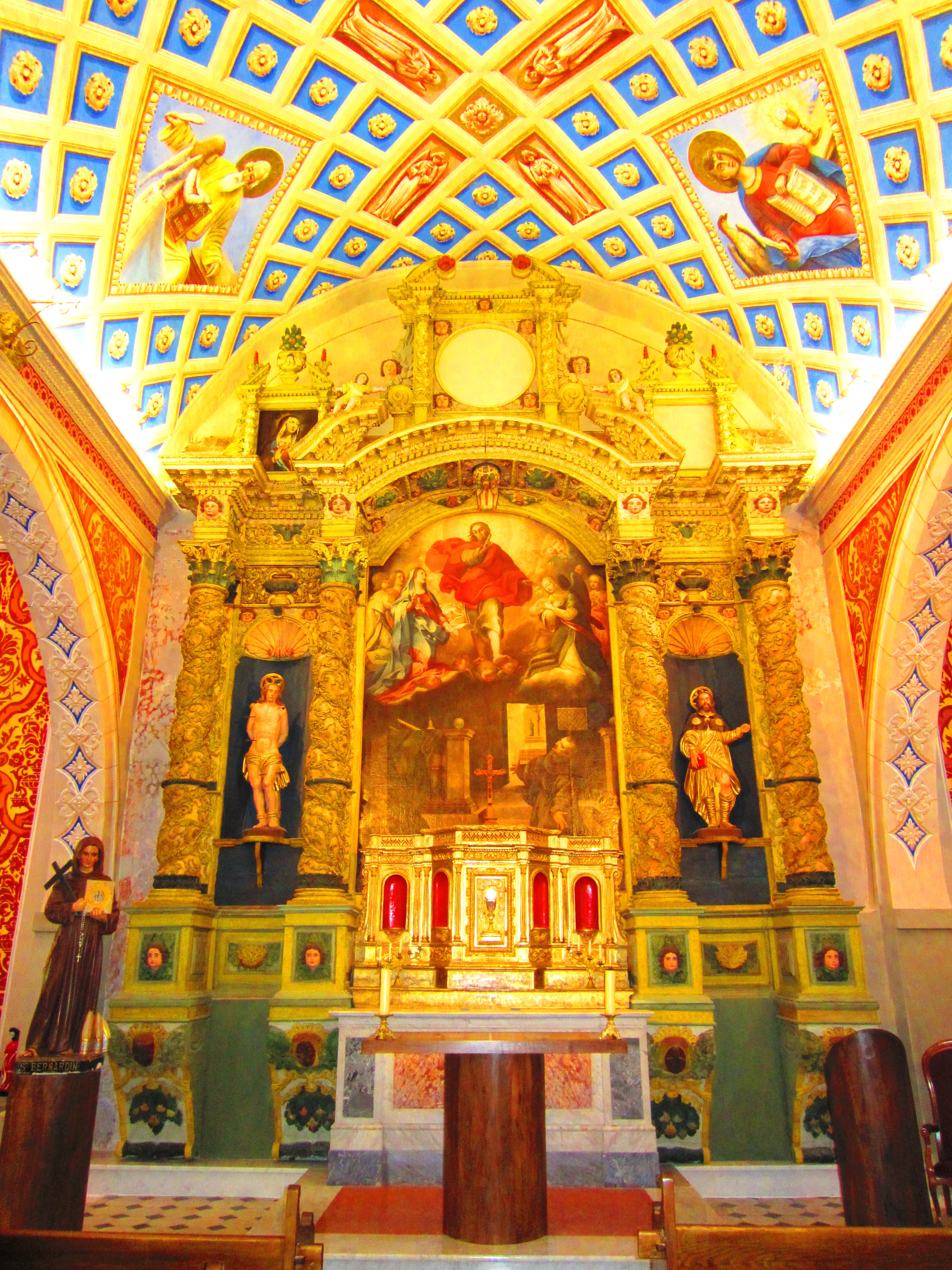
L'autel.
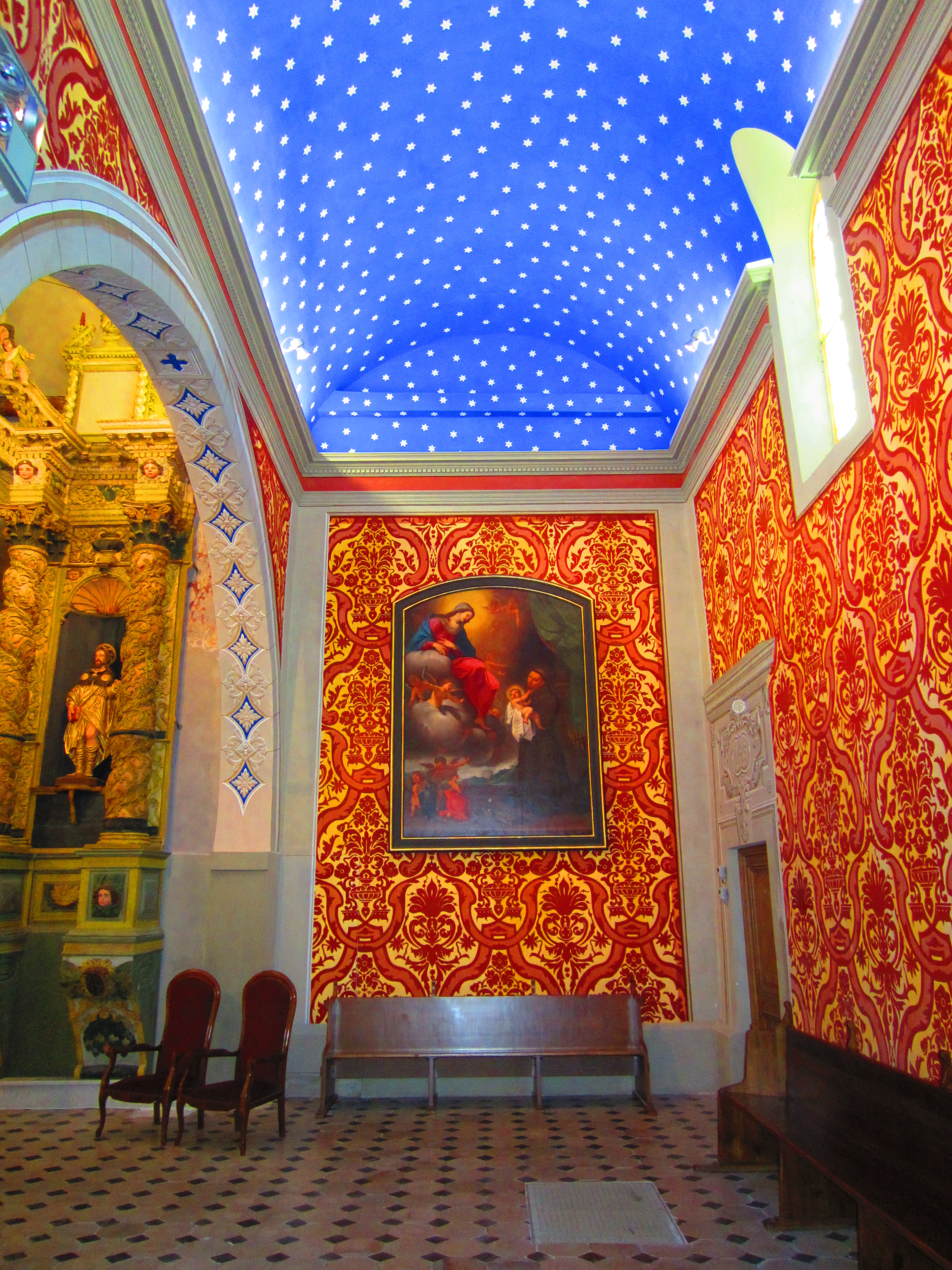
Plafond étoilé.
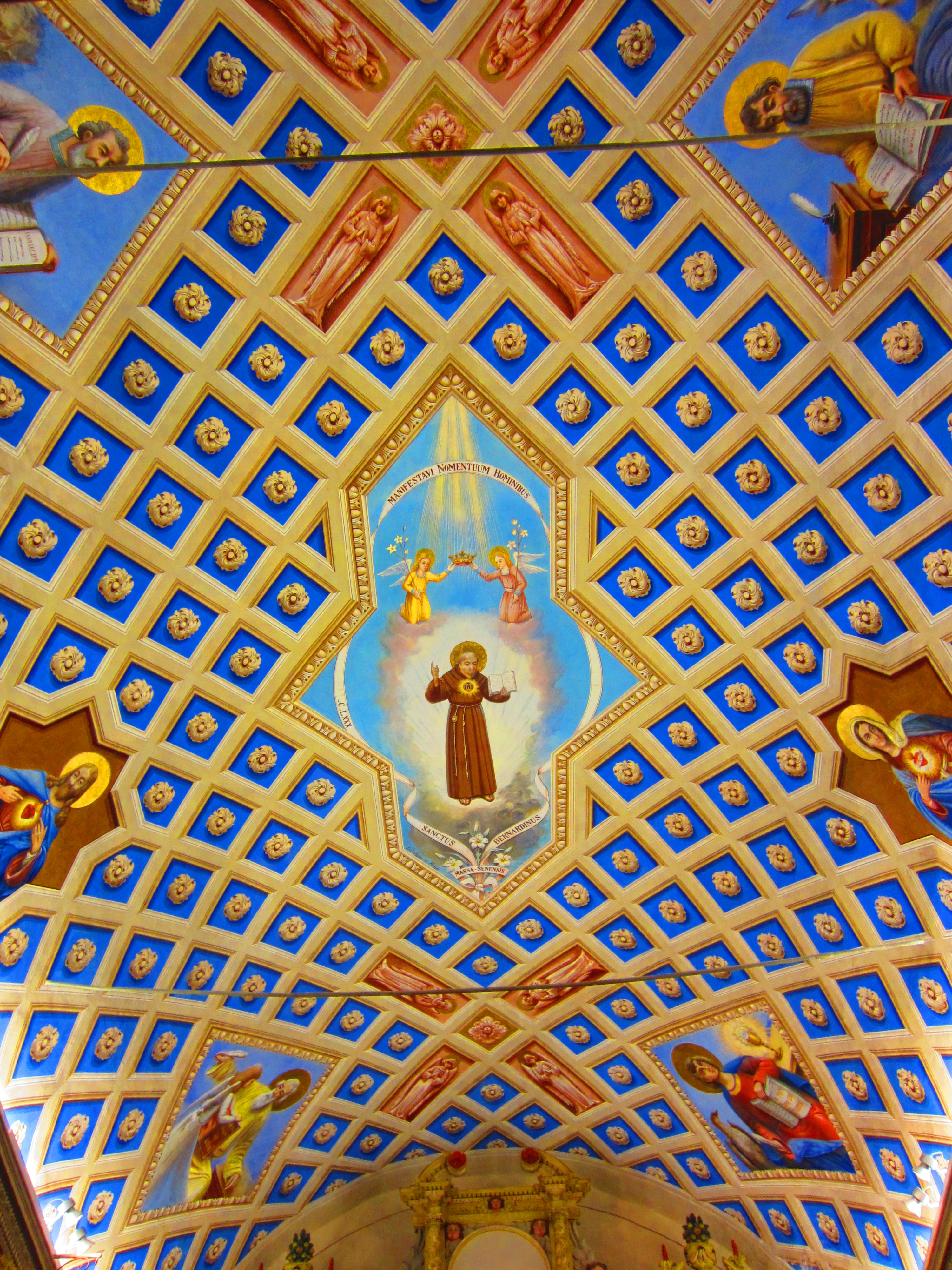
Plafond en trompe-l'œil.
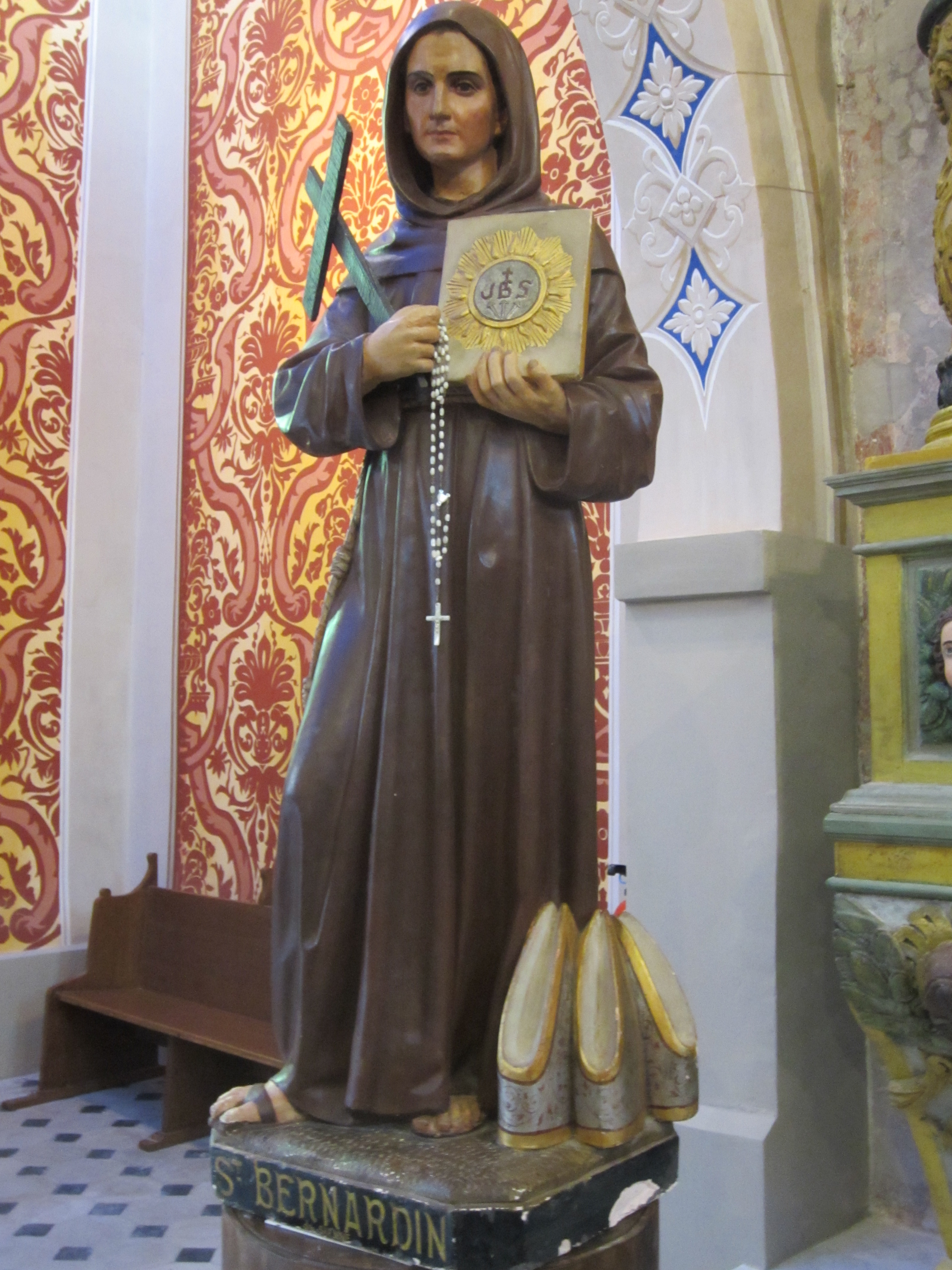
Statue de saint Bernardin de Sienne.
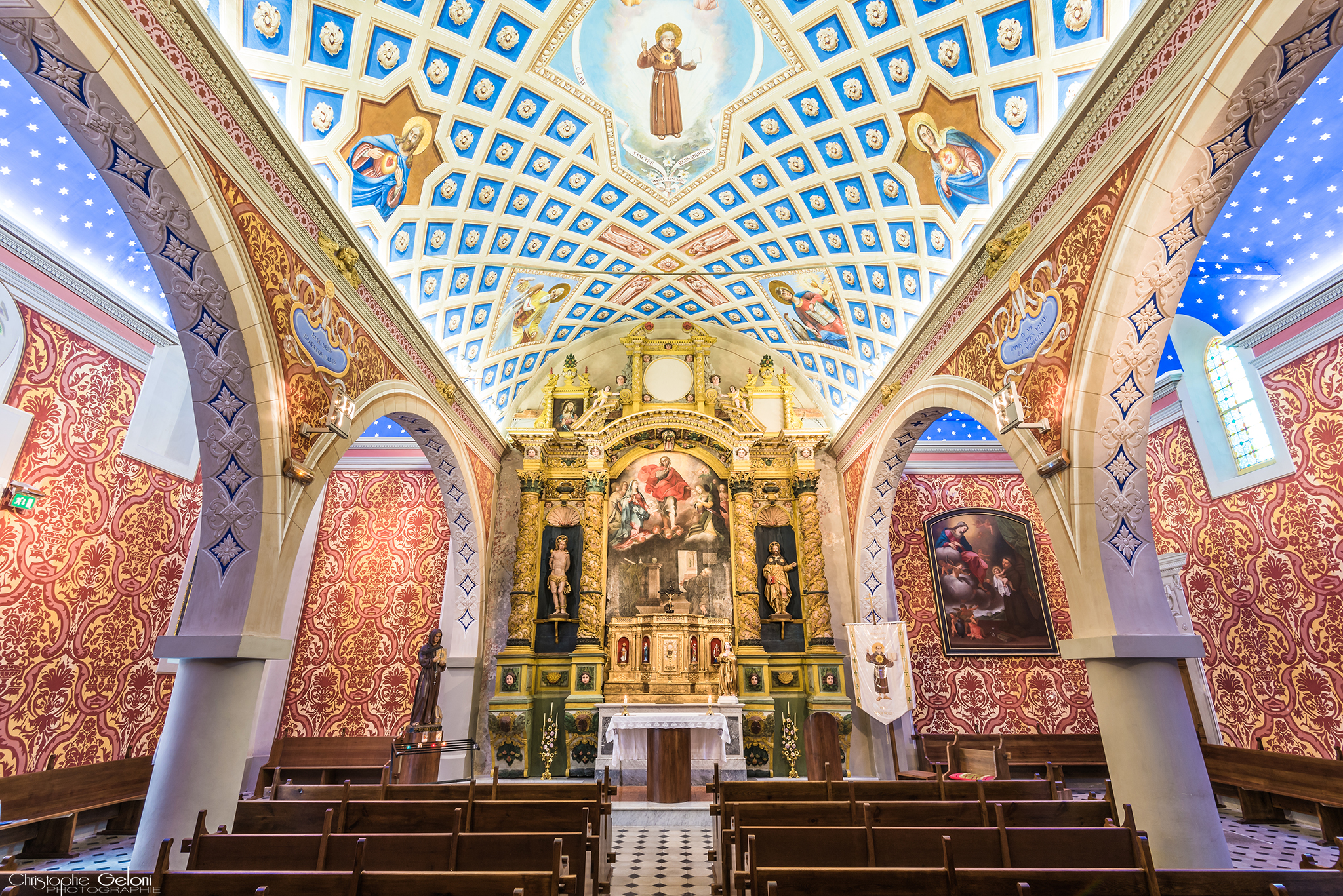
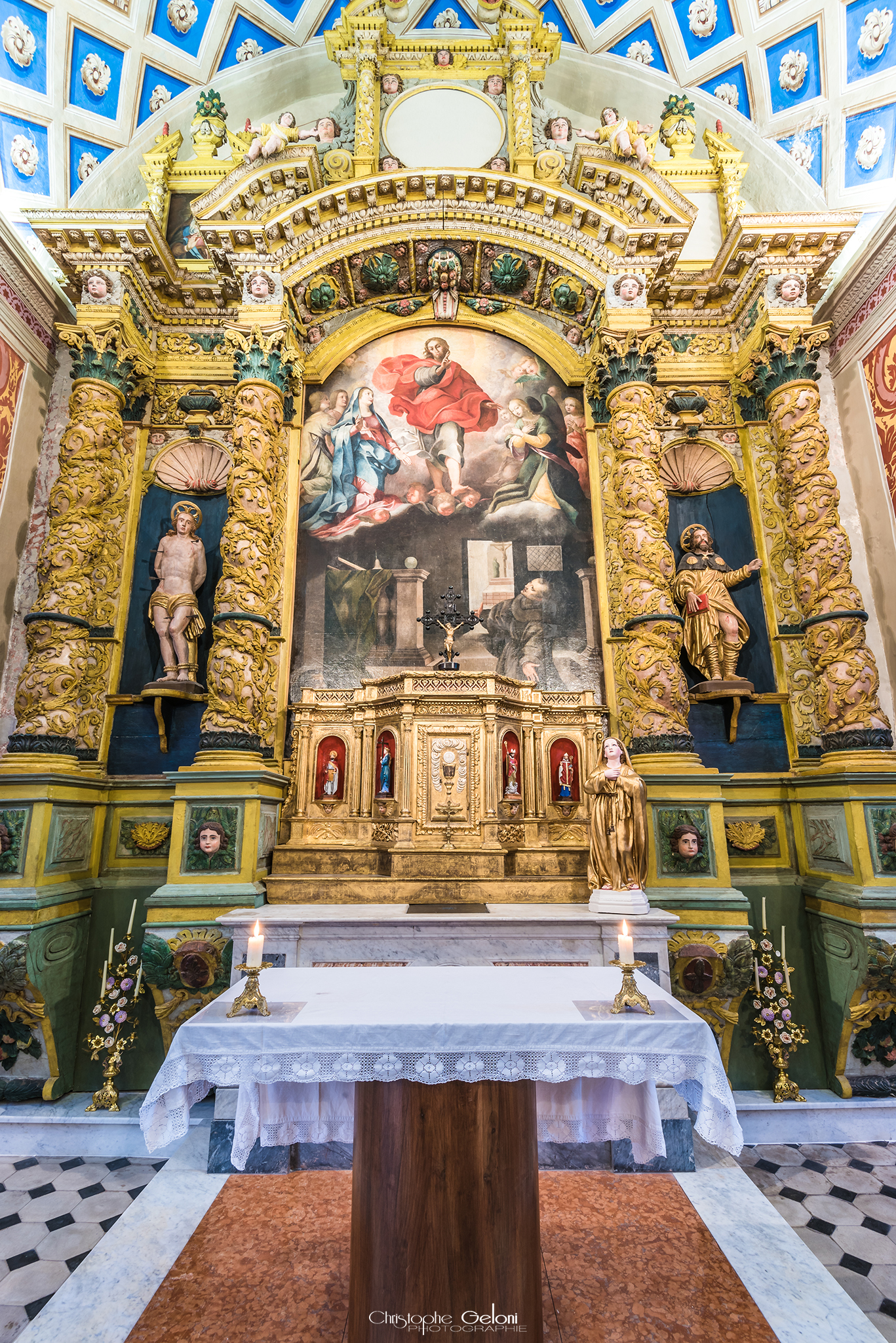
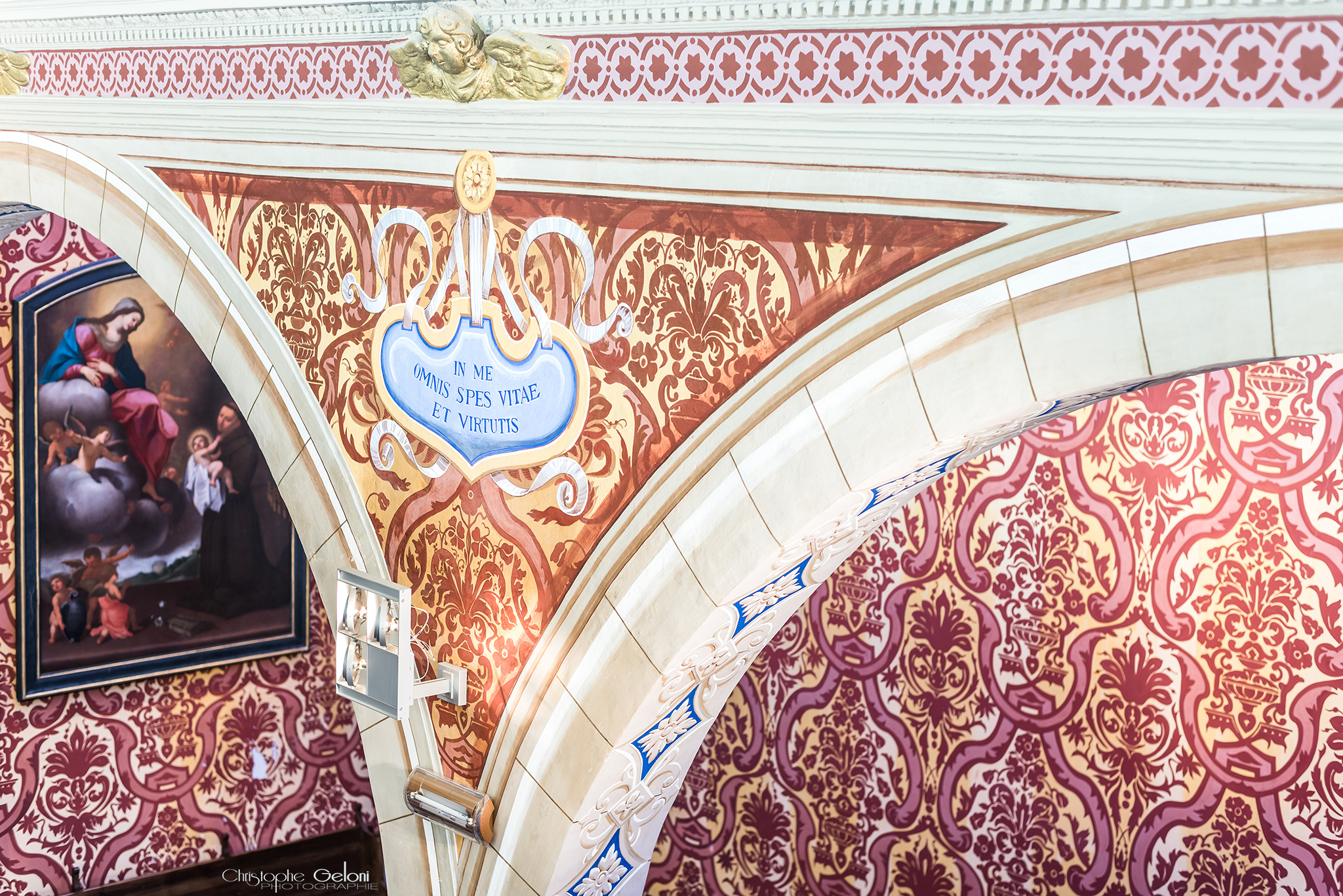
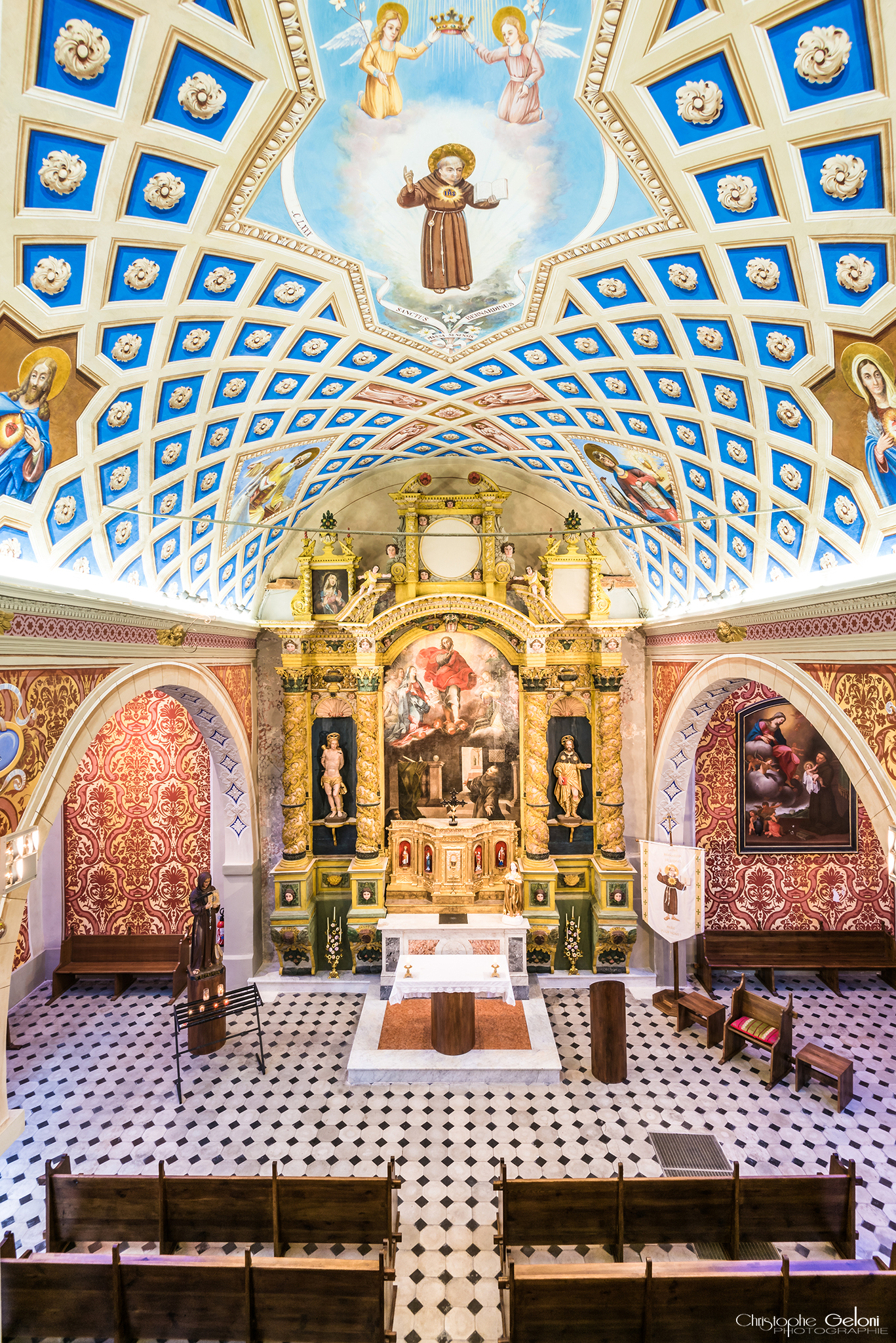
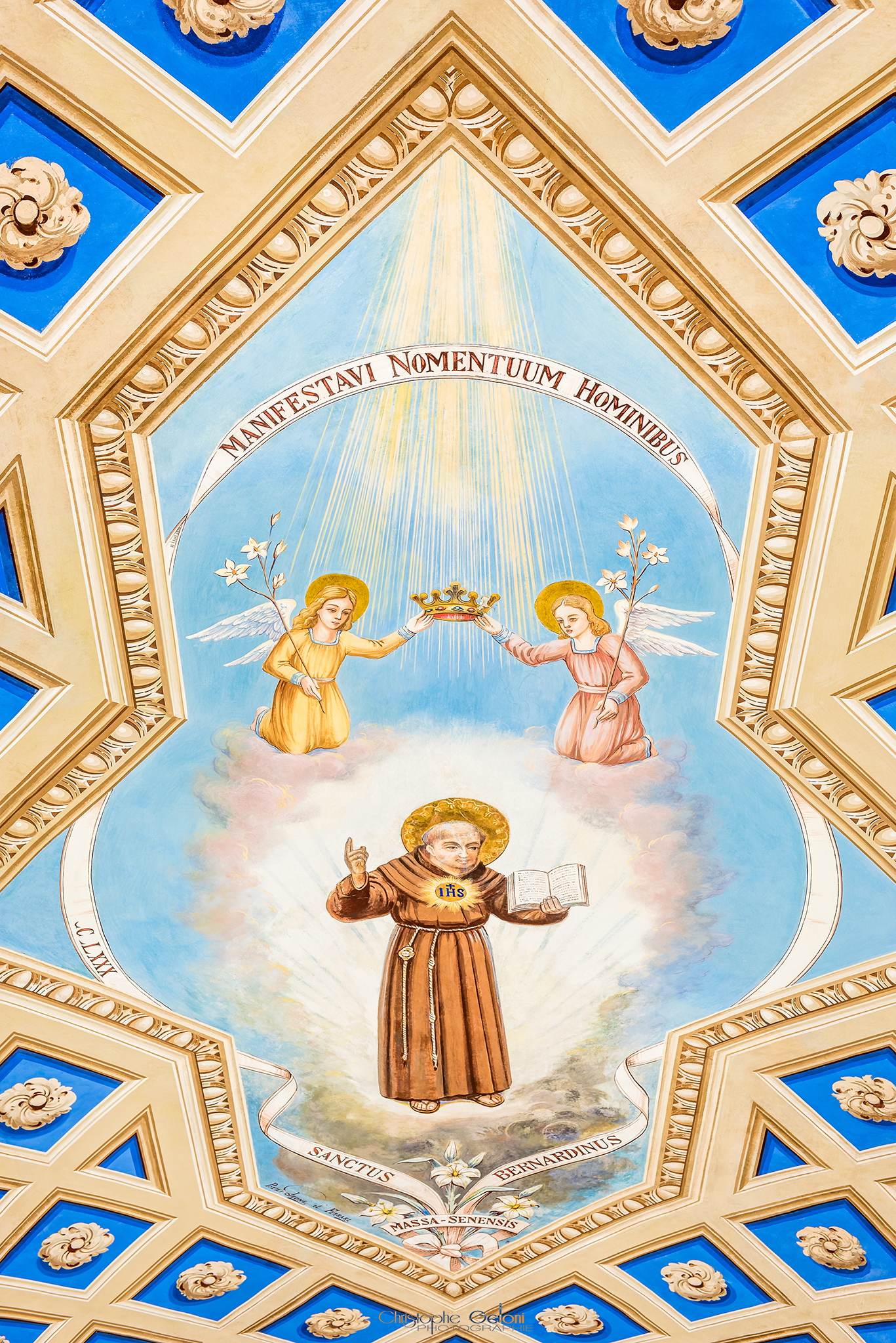
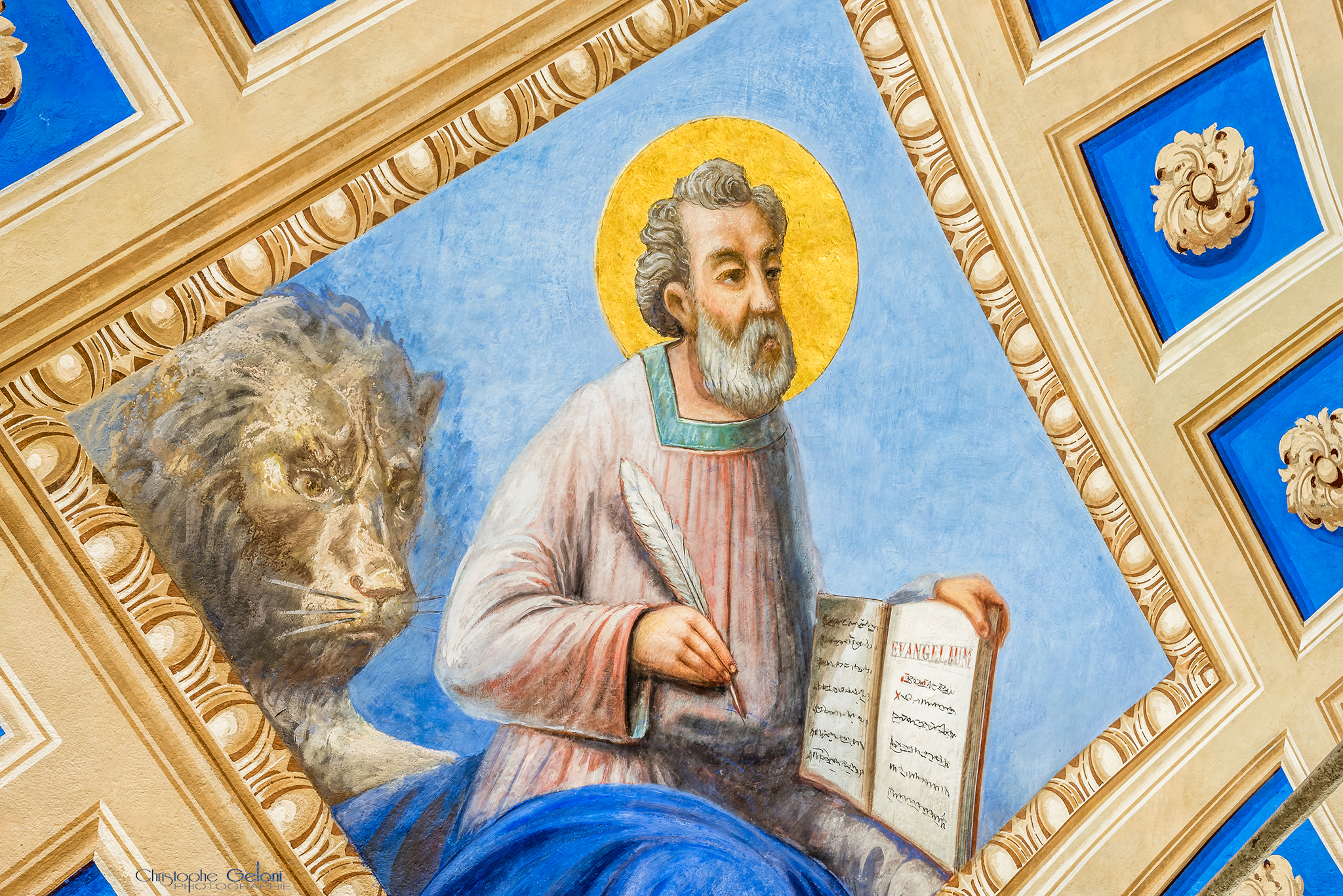
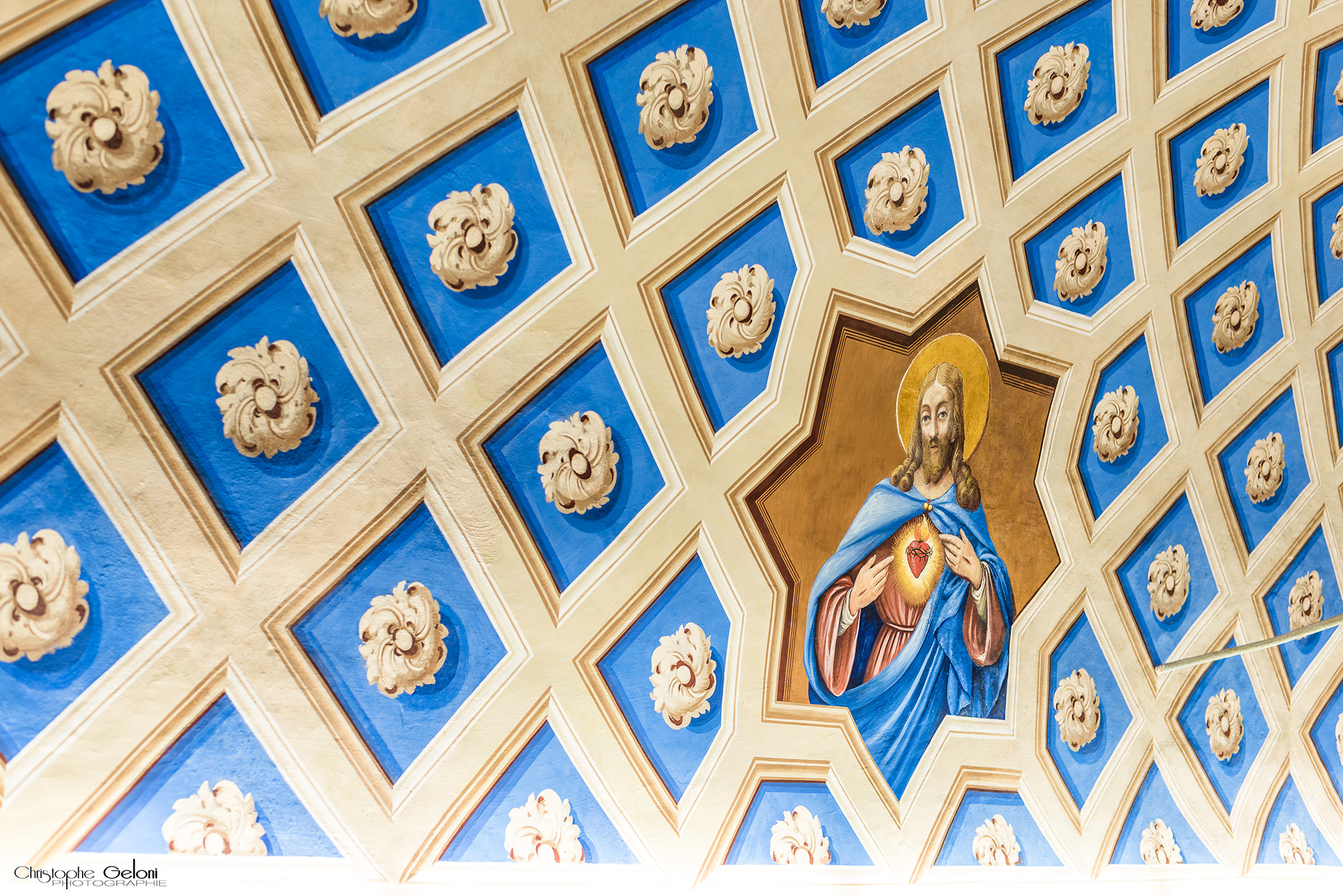
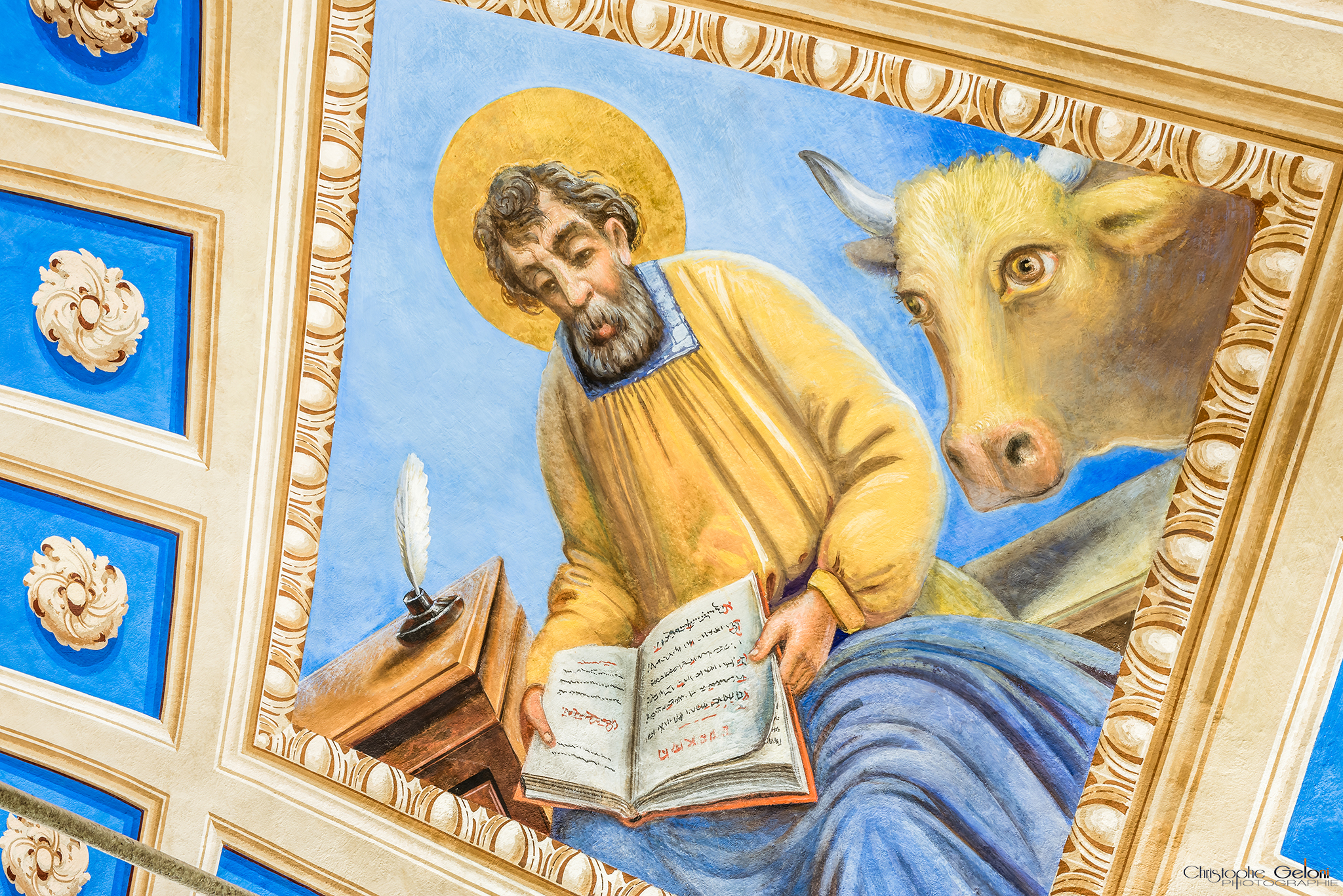

## Visite et office
La chapelle est ouverte le mercredi de 10 h à 12 h, le jeudi et le samedi de 9 h à 12 h et de 14 h à 17 h.
Un office religieux a lieu le vendredi à 9 h.